# Pargas
Pargas (Fins: Parainen) is een gemeente en stad in de Finse provincie West-Finland en in de Finse regio Varsinais-Suomi. De gemeente heeft een landoppervlakte van 884,04 km² en telt 14.991 inwoners (2022).
De huidige gemeente Pargas ontstond in 2009 uit Houtskär, Iniö, Korpo, Nagu en de vroegere gemeente Pargas.
Pargas is een tweetalige gemeente met Zweeds als meerderheidstaal (± 55%) en Fins als minderheidstaal.
Ook het eiland Utö behoort tot de gemeente Pargas.

## Geboren
- Tommy Lindholm (1947), Fins voetballer en voetbalcoach
- Mattias Gestranius (1978), Fins voetbalscheidsrechter

Aura · Kaarina · Kimitoön · Koski Tl · Kustavi · Laitila · Lieto · Loimaa · Marttila · Masku · Mynämäki · Naantali · Nousiainen · Oripää · Paimio · Pargas · Pyhäranta · Pöytyä · Raisio · Rusko · Salo · Sauvo · Somero · Taivassalo · Turku · Uusikaupunki · Vehmaa
Voormalige gemeenten:
Alastaro · Angelniemi · Askainen · Dragsfjärd · Halikko · Hitis · Houtskär · Iniö · Kakskerta · Kalanti · Karinainen · Karjala · Karuna · Kimito · Kiikala · Kisko · Korpo · Kuusisto · Kuusjoki · Lemu ·   Loimaan kunta · Lokalathi · Maaria · Mellilä · Merimasku · Metsämaa · Mietoinen · Muurla · Naantalin maalaiskunta · Nagu · Paattinen · Pargas · Pargas landskommun · Perniö · Pertteli · Piikkiö · Pyhämaa · Rymättylä · Särkisalo · Somerniemi · Suomusjärvi · Tarvasjoki · Uskela · Uudenkaupungin maalaiskunta · Vahto · Västanfjärd · Velkua · Yläne